# The Shriner's Daughter
The Shriner's Daughter è un cortometraggio muto del 1913 diretto da Thomas Ricketts. 
Gli Shriner del titolo sono un ordine annesso della massoneria nato a New York intorno al 1870. Prodotto dalla Flying A, il film aveva come interpreti Edward Coxen, Winifred Greenwood, George Field, Charlotte Burton, William Bertram, Ida Lewis.

## Trama
Soci in affari e rivali in amore, William Lambert e George Goodrich sono entrambi innamorati di Ann Cortell. Quando Ann sceglie Lambert, Goodrich si sente invaso da un odio insanabile. Così quando, qualche anno più tardi, dopo la morte di Ann, gli capita di vedere sola la bambina dei due, pensa di vendicarsi rapendola. Tornato a casa dopo una riunione paramassonica, Lambert non trova più la figlia che sembra scomparsa nel nulla. Goodrich l'ha portata nel West con sé e la fa passare per figlia sua. Ammalatosi, viene curato dagli operatori di una missione. Una di questi, presa da compassione per le condizioni della piccola Helen, la adotta. Goodrich, in seguito, cercherà di riprendersela, ma ormai troppo affezionata a lei, la madre adottiva preferirà pagarlo pur di tenere con sé Helen. Goodrich se ne approfitterà, prendendo questa come un'abitudine. Dopo dieci anni, la donna continua ancora a pagare e Goodrich a riscuotere. Intanto Helen, diventata infermiera, si innamora di un medico, il dottor Brown, ma quando questi si dichiara, lo respinge. L'uomo cerca di capirne il perché e, alla fine, lei gli racconta la sua storia. Nel frattempo Lambert, al quale dopo la scomparsa della figlia non è rimasta altra consolazione che la propria appartenenza agli Shriners, arriva a Santa Barbara per partecipare a una loro convention. Sopraffatto dal caldo, l'uomo ha un mancamento e viene soccorso dal dottor Brown, anche lui uno Shriner. In ospedale, Lambert viene curato proprio da Helen e, dopo essersi ripreso, in via di guarigione, chiede alla ragazza, dopo averlo visto lì, in che rapporti sia con quello che lui ha riconosciuto essere il suo vecchio socio. Quando lei gli dice che quello è suo padre, Lambert capisce, guardando Helen che assomiglia tutta a sua madre, che quella non è altro che la figlia perduta. Goodrich verrà così punito per i suoi misfatti, condannato in tribunale, mentre Helen, liberata dal peso di quel falso padre, potrà ora unirsi al suo dottore, avendo ritrovato anche il suo vero padre.

## Produzione
Il film fu prodotto dall'American Film Manufacturing Company come Flying A.

## Distribuzione
Distribuito dalla Mutual, il film - un cortometraggio in due bobine - uscì nelle sale cinematografiche degli Stati Uniti il 22 dicembre 1913 mentre, nel Regno Unito, uscì 19 febbraio 1914.